# Hans Huber (compositeur)
Pour les articles homonymes, voir Hans Huber.

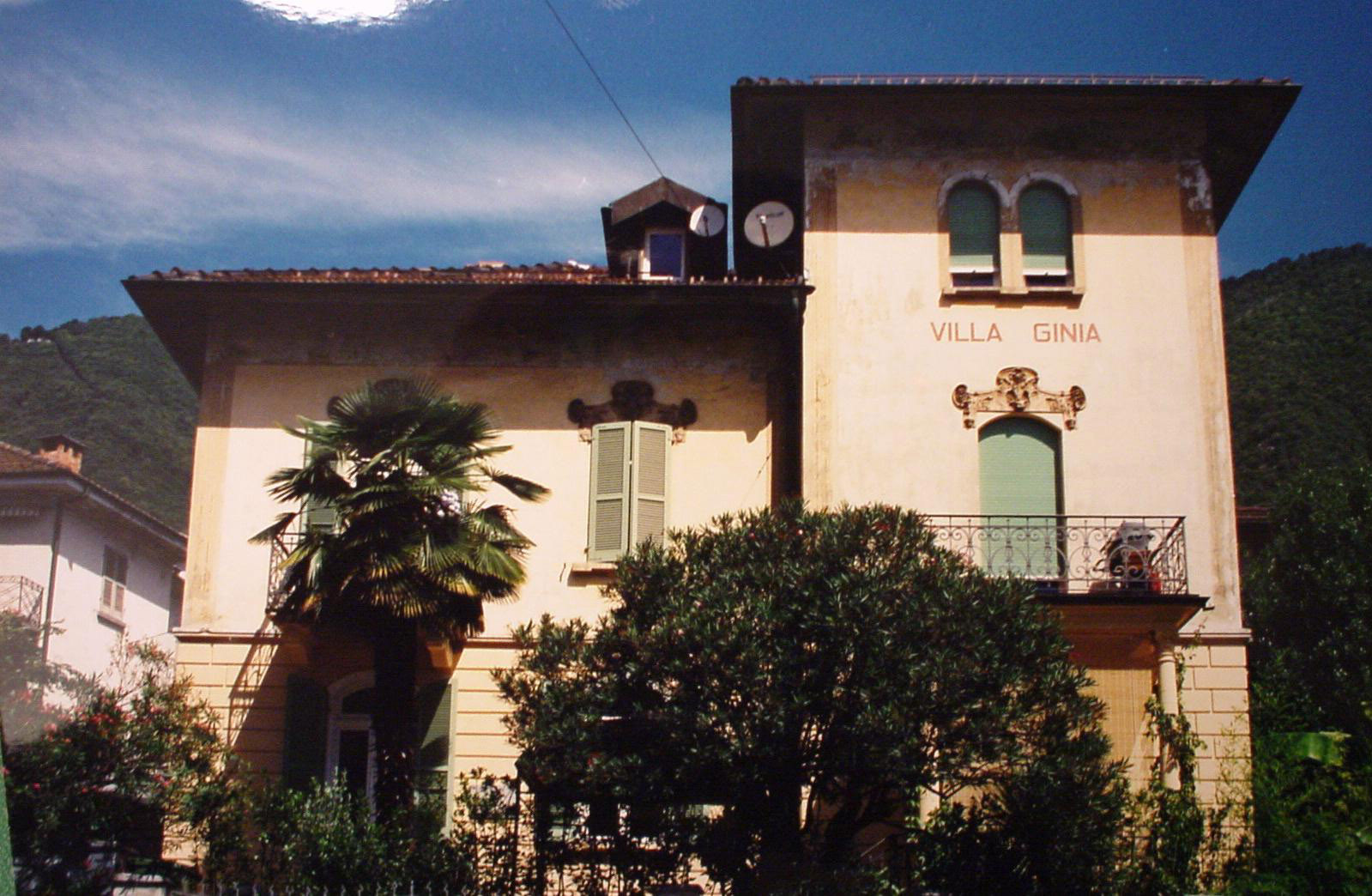
Villa Ginia.

Hans Huber né à Eppenberg-Wöschnau dans le Canton de Soleure le 28 juin 1852 et mort à Locarno le 25 décembre 1921, est un compositeur, pianiste et pédagogue suisse.

## Biographie
Fils d'un musicien amateur, Huber devient choriste et étudie le piano. En 1870, il entre au Conservatoire de Leipzig, où il a pour professeurs Oscar Paul (en), Ernst Friedrich Richter et Carl Reinecke. Il a enseigné pendant trois ans en Alsace. En 1877, il retourne à Bâle pour enseigner le piano. En 1889, il est nommé à l'école de musique dont il devient directeur en 1896. L'école est rattachée au Conservatoire en 1905 et Huber dirige les deux établissements jusqu'en 1918. De 1899 à 1902, il a dirigé la société chorale Basler Gesangverein.
Avec Friedrich Hegar qui était établi à Zurich, Huber a travaillé à la fondation de l'Association suisse des musiciens (Schweizerischer Tonkünstlerverein) (STV) en 1900.
Il compose la musique du Festspiel (Musik zu einem Festspiele) pour célébrer la réunion de Bâle et du Petit-Bâle en 1892 et il est alors fait docteur honoris causa de l'université de Bâle.
Parmi ses élèves connus, on trouve Hans Münch, Rudolf Moser et Hermann Suter.
Au cours de ses dernières années, il a vécu à Minusio dans la Villa Ginia.

## Œuvres
En 1889, Huber a écrit une symphonie en la majeur pour grand orchestre, qui a été dirigée en décembre 1889 par Friedrich Hegar, et dont la partition survit. Il a écrit en tout neuf symphonies, dont huit reconnues. La première symphonie de Huber, en ré mineur, est sous-titrée Tellsinfonie et est une musique à programme, dérivée de l'histoire du héros national suisse Guillaume Tell.
Huber a écrit en outre cinq opéras, plusieurs concertos, deux pour violon et violoncelle, quatre pour piano dont deux sont perdus et un ensemble de 24 Préludes et Fugues, Op. 100, pour piano à quatre-mains, composés dans toutes les tonalités.

### Œuvres orchestrales
Symphonies
- Symphonie mi bémol majeur (inachevée, 1870–1877)
- Symphonie no 1 en ré mineur "Tellsinfonie", op. 63 (ca.1882)
- Symphonie la majeur (initialement seconde Symphonie, retirée par le compositeur, 1889)
- Symphonie no 2 "Böcklin-Symphonie", op. 115 (ca.1901)
- Symphonie no 3 en do majeur "Héroïque" pour soprano et orchestre, op. 118. (ca.1908)
- Symphonie no 4 en la "Académique" à la manière d'un Concerto Grosso (1909)
- Symphonie no 5 en fa majeur "le Violoneux de Gmünd"
- Symphonie no 6 en la majeur op. 134 (ca.1911)
- Symphonie no 7 en ré mineur "Suisse" (1922)
- Symphonie no 8 en fa "Printemps" (1920)

Autres œuvres orchestrales
- Eine Lustspiel-Ouvertüre, op. 50 (1878)
- Sinfonische Einleitung zur Oper « Der Simplicius »
- An das Vaterland (sinfonische Ode)
- 2 Sérénades « Sommernächte » (1885) et « Winternächte » (1895)
- 4 Concertos pour piano (no 1 op. 36, no 3 op. 113)
- 2 Concertos pour violon
- Suite pour Violoncelle et Orchestre

### Œuvres pour la scène
Opéras
- Weltfrühling (livret de Rudolf Wackernagel, 1894)
- Kudrun (livret de Stephan Born, 1896)
- Der Simplicius (livret de Albrecht Mendelssohn Bartholdy, 1899, 1912, 1915)
- Frutta di mare (livret de Fritz Karmin, 1913)
- Der gläserne Berg (inachevé, livret de Gian Bundi, 1915)
- Die schöne Belinda (livret de Gian Bundi, 1916)

Musique de scène
- Musik zu einem Festspiele (pour Kleinbasler Gedenkfeier, texte de Rudolf Wackernagel, 1892)
- Der Basler Bund 1501 (pour 500. Basler Bundesfeier, texte de Rudolf Wackernagel, 1901)
- Der Weihnachtsstern (Krippenspiel, texte de Meinrad Lienert, 1916)

### Œuvres chorales
Oratorios
- Der heilige Hain (1910)
- Weissagung und Erfüllung (1913)

Messes
- Missa festiva en mi bémol majeur (Kleine Einsiedler-Messe)
- Missa festiva in honorem Beatae Mariae Virginis en ré majeur (Grosse Einsiedler-Messe)
- Missa festiva in honorem Beatae Mariae Virginis en fa majeur (Männerchor und Orgel)
- Missa in honorem Sancti Ursi
- Eine Fest-Messe

Cantates
- Aussöhnung (Männerchor, Soli und Orchester; 1879)
- Pandora (gemischter Chor, Sopransolo und Orchester; 1883)
- Caenis (Männerchor, Altsolo und Orchester; 1890)
- Heldenehren (Männerchor, Knaben- oder Frauenchor, Sopransolo, Baritonsolo und Orchester; 1909-1913)
- Kantate zum Jubiläum der Universität Basel (gemischter Chor, Männerchor, Knabenchor, Soli, Orchester und Orgel; 1910)
- Meerfahrt (Ode für Männerchor, Solo und Orchester)

Sonstige Chorwerke
- 25 Männerchöre a cappella
- Serbische und rumänische Volkslieder für gemischten Chor a cappella

### Musique de chambre
- Quintette pour piano et cuivres
- Sextuor pour piano et cuivres
- 4 Trios avec piano
- 2 Quatuors avec piano
- 2 Quintettes avec piano
- Trio-Fantasien für Klavier, Violine und Violoncello
- Sonates et Suites pour ensembles de chambre
  - Sonate pour violoncelle et piano no 1 op. 33
  - Sonate pour violoncelle et piano no 2 op. 84
  - Sonate pour violoncelle et piano no 3 op. 114
- Suite pour violoncelle et piano en ré mineur, op. 89 (1886)
- 24 Préludes et Fugues, pour piano à quatre-mains, op. 100
- 3 Sonates pour deux pianos (op. 31,?,?)

- nombreuses pièces pour piano
- quelques pièces pour orgue

## Source de la traduction
- (de) Cet article est partiellement ou en totalité issu de l’article de Wikipédia en allemand intitulé « Hans Huber (Komponist) » (voir la liste des auteurs).